# Zygiella x-notata
Zygiella x-notata es una especie de araña araneomorfa de la familia Phonognathidae con una amplia distribución geográfica; falta solo en las regiones polares, Australia y Oceanía.

## Descripción
Las hembras de Z. x-notata tienen una medida de hasta 11 mm, los machos  7 mm.  El prosoma es amarillento pardo, con una marca como foliar en el opistosoma.  En clima templado,  los adultos aparecen en verano y principios del otoño,  a veces hasta el comienzo del invierno. En regiones más cálidas, son activos todo el año.
Hacen su telaraña mayormente en marcos de ventanas, también en muros, cercas, o debajo de la corteza de viejos árboles. Es muy común arriba de barcos y en los docks de todo el mundo.  Z. x-notata es un animal muy amante sexualmente.

## Telaraña
Los adultos hacen una telaraña orbicular con dos sectores sin conectar los hilos en una de las dos esquinas superiores.  Los hilos conductores en la mitad de esos sectores le permiten a la araña esconderse y escudriñar.  En el atardecer y en la noche, en cambio, se ubica en el centro de la red. Y reteje la red en las primeras horas del amanecer.
Una red normal tiene entre 25 a 30 hilos radiales.  Las jóvenes arañas, y a veces los adultos, la hacen sin dejar esos espacios libres, especialmente si el ángulo entre los hilos radiales y el radio es muy grande.

## Conductas alimentarias
El agarre de las presas es instintivo en Zygiella a diferencia de otras Aranoidea, que van aprendiendo esta conducta.  Cuando reciben el alerta por movimientos de la presa capturada en la red, la araña se mueve a lo largo de los hilos y hacia el centro para orientarse. La presa ya muerta y envuelta en hilos es llevada al escondite.

## Reproducción
Hembras y machos pueden frecuentemente ser vistos juntos en un solo nido.  El macho más hábil en realizar la telaraña es más "atractivo" a las hembras. Antes del apareamiento, el macho efectúa tamborilleos y pasos en un hilo especial en la red de la hembra. Los huevos invernan en una cesta cerrada, y eclosionan en la primavera.